# Ann Arbor
Ann Arbor je město v okresu Washtenaw County ve státě Michigan ve Spojených státech amerických. Podle sčítání lidu v roce 2020 mělo město 123 851 obyvatel, což jej činí 5. největším městem Michiganu. Je součastí megapole Chi-Pitts mezi Chicagem a Pittsburghem.
S celkovou rozlohou 75,35 km² byla hustota zalidnění 1 643,7 obyvatel na km². Sídlí zde Michiganská univerzita, která zaměstnává kolem 30 000 osob. V důsledku toho zde sídlí také některé společnosti zaměřené na hi-tech.

## Demografie
Podle sčítání lidu z roku 2020 zde žilo 123 851 obyvatel. Ann Arbor leží na okraji metropolitní oblasti Detroitu, v důsledku čehož se sem v rámci bílého útěku přesunulo mnoho bělochů.

### Rasové složení
- 73,0% Bílí Američané
- 7,7% Afroameričané
- 0,3% Američtí indiáni
- 14,4% Asijští Američané
- 0,0% Pacifičtí ostrované
- 1,0% Jiná rasa
- 3,6% Dvě nebo více ras

Obyvatelé hispánského původu, bez ohledu na rasu, tvořili 4,1% populace.

## Osobnosti
- Charles Horton Cooley (1864–1929), americký sociolog
- Thomas Huckle Weller (1915–2008), americký bakteriolog, virolog a parazitolog, nositel Nobelovy ceny za fyziologii a lékařství[2]
- Kenneth Waltz (1924–2013), americký politolog
- Samuel Ting (* 1936), americký fyzik, nositel Nobelovy ceny za fyziku[3]
- Eric Betzig (* 1960), americký fyzik, nositel Nobelovy ceny za chemii[4]
- Aaron Krickstein (* 1967), americký tenista
- Jack Falahee (* 1989), americký herec
- Andrew Copp (* 1994), americký lední hokejista

## Partnerská města
- Tübingen, Německo (1965)

- Belize City, Belize (1967)
- Hikone, Japonsko (1969)
- Peterborough, Kanada (1983)
- Juigalpa, Nikaragua (1986)
- Dakar, Senegal (1997)
- Remedios, Kuba (2003)
- Lubny, Ukrajina (2024)